# Skeboån

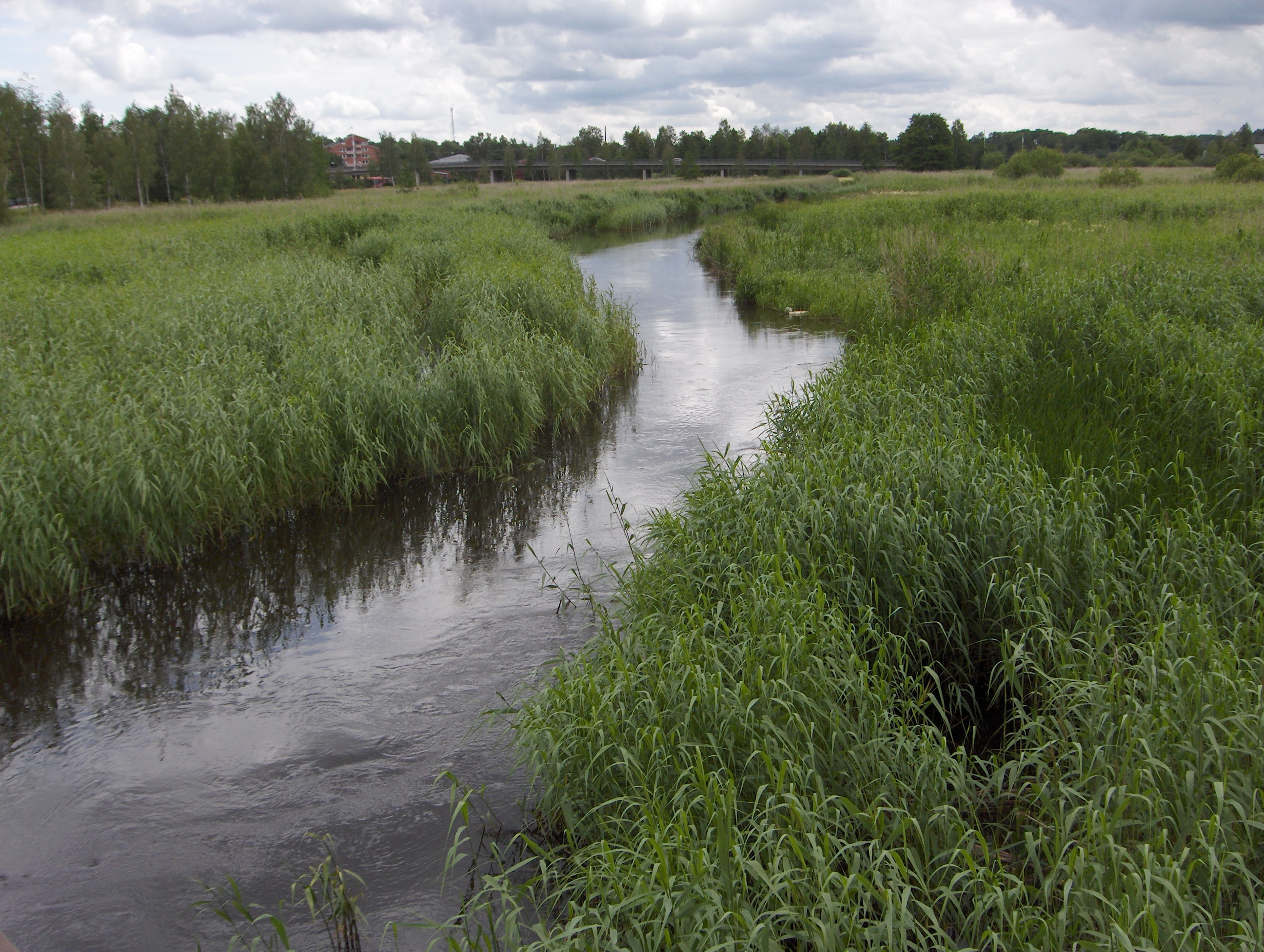
Skeboån nära mynningen i Hallstavik, 12 juli 2009.

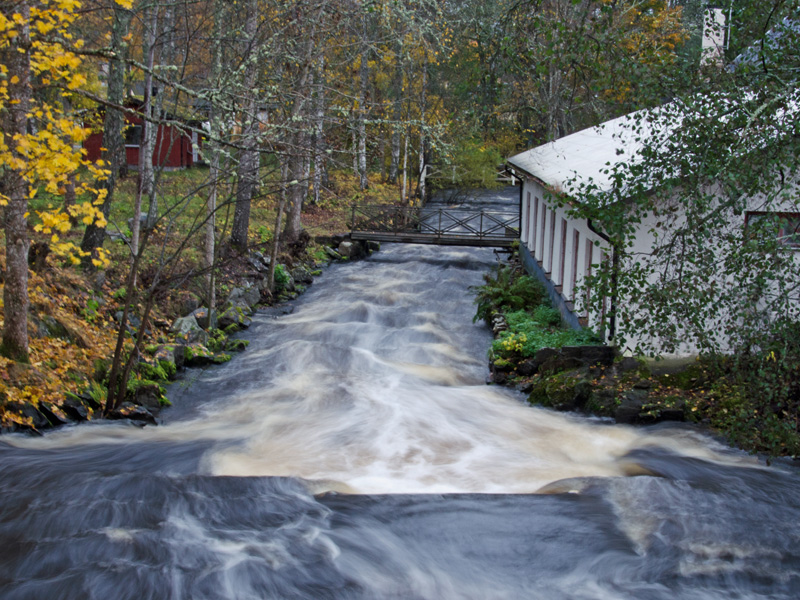
Skeboån vid Skebo bruk, 21 oktober 2012

Skeboån, vattendrag i norra Uppland, total längd 53 km inklusive källflöden. Avrinningsområdet är 483 km2. Skeboåns största källarm avvattnar den avlånga sjön Vällen åt ostsydost och kallas här Kolarmoraån, längre ner Framån och Harboholmsån. Ån rinner till en början huvudsakligen genom obebyggd skogsmark. Ån mynnar i sjön Närdingen som i sin tur avvattnas norrut av den egentliga Skeboån genom jordbruksbygd. Skeboån mynnar vid Hallstavik (Norrtälje kommun) i Edeboviken som i sin tur mynnar ut i Galtfjärden. Ån är delvis paddlingsbar.
Skeboån vid sjön Närdingens utlopp var kraftkällan för Skebo bruk som från 1600-talet fram till nedläggningen 1924 var en viktig producent av järn för export.